# Atletica leggera ai Giochi della XXXI Olimpiade - 3000 metri siepi femminili

Video ufficiale della Finale

I 3000 metri siepi hanno fatto parte del programma femminile di atletica leggera ai Giochi della XXXI Olimpiade. La competizione si è svolta nei giorni 13 e 15 agosto allo Stadio Nilton Santos di Rio de Janeiro.

## Presenze ed assenze delle campionesse in carica
Per i campionati europei si considera l'edizione del 2014.
| Competizione         | Atleta           | Prestazione | Rio 2016   |
| -------------------- | ---------------- | ----------- | ---------- |
| Olimpiadi 2012       | Habiba Ghribi    | 9'08"37     | Presente   |
| Commonwealth 2014    | Purity Kirui     | 9'30”96     | Non qual.  |
| Europei 2014         | Antje Moldner    | 9'29”43     | Non selez. |
| Asiatici 2014        | Ruth Jebet       | 9'31”36     | Presente   |
| Panamericani 2015    | Ashley Higginson | 9'48”12     | Assente    |
| Africani 2015        | Sofia Assefa     | 9'51”30     | Presente   |
| Mondiali 2015        | Hyvin Jepkemoi   | 9'19”11     | Presente   |
|                      |                  |             |            |
| Mondiali junior 2012 | Daisy Jepkemei   | 9'47”22     | Assente    |

## La gara
Tempi veloci nelle batterie: 12 atlete corrono sotto i 9'30”. Sono ammesse alla finale anche tre atlete che sono cadute: Etenesh Diro (Etiopia), Aisha Praught (Giamaica) e Sara Treacy (Irlanda), tutte nella terza batteria. La finale quindi si disputa con 18 concorrenti anziché 15. Ruth Jebet ha vinto la propria serie in 9'12”62, il tempo più veloce mai corso in una batteria delle siepi.

Per la prima volta nella storia olimpica della specialità, la finale viene disputata alle 11:15 di mattina. Fa caldo: ci sono 34 gradi.

La keniota Hyvin Jepkemoi, campionessa mondiale, è la favorita. Nel primo km le atlete rimangono in gruppo (3'05”93). Successivamente Ruth Jebet, ventenne keniota con passaporto del Bahrein, inanella una serie di giri da ottocentista (68”2 e 69”2) e scava un solco tra sé e le avversarie. Il secondo km è coperto in 2'54”13. Conduce in testa l'ultimo km (2'59”69) e vince con un distacco di oltre sette secondi sulla campionessa mondiale Jepkemoi.

Dietro la Jepkemoi segue, fino a 400 metri dalla fine, la connazionale Chepkoech, ma quest'ultima cede. La statunitense Emma Coburn, con un ultimo giro in progressione, coglie la medaglia di bronzo stabilendo anche il record nazionale.
Le prime tredici classificate hanno corso in meno di 9”30: è il numero più alto di sempre.
Se la vincitrice avesse corso il terzo km con lo stesso ritmo del secondo, avrebbe battuto il record mondiale (8'58”81, stabilito a Pechino 2008).
L'appuntamento con il record è solo rimandato: il 27 agosto, al meeting di Saint-Denis (Francia), Ruth Jebet stabilisce il nuovo record del mondo con 8'52”78.

## Risultati

### Batterie
Qualificazione: i primi tre di ogni batteria (Q) e i successivi 6 migliori tempi (q).

#### Batteria 1
| Posizione | Atleta                   | Nazionalità | Tempo   | Note                                     |
| --------- | ------------------------ | ----------- | ------- | ---------------------------------------- |
| 1         | Ruth Jebet               | Bahrein     | 9'12"62 | Q                                        |
| 2         | Sofia Assefa             | Etiopia     | 9'18"75 | Q                                        |
| 3         | Gesa Felicitas Krause    | Germania    | 9'19"70 | Q                                        |
| 4         | Colleen Quigley          | Stati Uniti | 9'21"82 | q                                        |
| 5         | Lydia Rotich             | Kenya       | 9'30"21 | q                                        |
| 6         | Mariya Shatalova         | Ucraina     | 9'30"89 | Miglior prestazione personale            |
| 7         | Peruth Chemutai          | Uganda      | 9'31"03 | Miglior prestazione personale            |
| 8         | Charlotta Fougberg       | Svezia      | 9'31.16 |                                          |
| 9         | Özlem Kaya               | Turchia     | 9'32"03 | Miglior prestazione personale stagionale |
| 10        | Sviatlana Kudzelich      | Bielorussia | 9'32"93 | Miglior prestazione personale stagionale |
| 11        | Fadwa Sidi Madane        | Marocco     | 9'32"94 | Miglior prestazione personale stagionale |
| 12        | Diana Martín             | Spagna      | 9'44"07 |                                          |
| 13        | Ingeborg Løvnes          | Norvegia    | 9'44"85 |                                          |
| 14        | Kerry O'Flaherty         | Irlanda     | 9'45"35 | Miglior prestazione personale stagionale |
| 15        | Juliana Paula dos Santos | Brasile     | 9'45"95 |                                          |
| 16        | Erin Teschuk             | Canada      | 9'53"70 |                                          |
| 17        | Anju Takamizawa          | Giappone    | 9'58"59 |                                          |

#### Batteria 2
| Posizione | Atleta             | Nazionalità | Tempo    | Note                                     |
| --------- | ------------------ | ----------- | -------- | ---------------------------------------- |
| 1         | Beatrice Chepkoech | Kenya       | 9'17"55  | Q                                        |
| 2         | Emma Coburn        | Stati Uniti | 9'18"12  | Q                                        |
| 3         | Habiba Ghribi      | Tunisia     | 9'18"71  | Q                                        |
| 4         | Lalita Babar       | India       | 9'19"76  | q                                        |
| 5         | Madeline Hills     | Australia   | 9'24"16  | q                                        |
| 6         | Fabienne Schlumpf  | Svizzera    | 9'30"54  | q                                        |
| 7         | Hiwot Ayalew       | Etiopia     | 9'35"09  |                                          |
| 8         | Matylda Kowal      | Polonia     | 9'35"13  | Miglior prestazione personale            |
| 9         | Sanaa Koubaa       | Germania    | 9'35"15  | Miglior prestazione personale            |
| 10        | Victoria Mitchell  | Australia   | 9'39"40  | Miglior prestazione personale stagionale |
| 11        | Michelle Finn      | Irlanda     | 9'49"45  |                                          |
| 12        | Tigest Mekonin     | Bahrein     | 9'49"92  |                                          |
| 13        | Maria Bernard      | Canada      | 9'50"17  |                                          |
| 14        | Meryem Akda        | Turchia     | 9'50"28  |                                          |
| 15        | Sandra Eriksson    | Finlandia   | 9'56"77  |                                          |
| 16        | Luiza Gega         | Albania     | 9'58"49  |                                          |
| 17        | Nastassia Puzakova | Bielorussia | 10'14"08 |                                          |
| 18        | Amina Bettiche     | Algeria     | 10'26"91 |                                          |

#### Batteria 3
| Posizione | Atleta               | Nazionalità   | Tempo    | Note                                     |
| --------- | -------------------- | ------------- | -------- | ---------------------------------------- |
| 1         | Hyvin Jepkemoi       | Kenya         | 9'24"61  | Q                                        |
| 2         | Genevieve LaCaze     | Australia     | 9'26"25  | Q                                        |
| 3         | Courtney Frerichs    | Stati Uniti   | 9'27"02  | Q                                        |
| 4         | Geneviève Lalonde    | Canada        | 9'30"24  | q                                        |
| 5         | Zhang Xinyan         | Cina          | 9'31"47  |                                          |
| 6         | Anna-Emilie Møller   | Danimarca     | 9'32"68  | Record nazionale                         |
| 7         | Etenesh Diro         | Etiopia       | 9'34"70  | q                                        |
| 8         | Aisha Praught        | Giamaica      | 9'35"79  | q                                        |
| 9         | Sudha Singh          | India         | 9'43"29  |                                          |
| 10        | Salima Elouali Alami | Marocco       | 9'44"83  |                                          |
| 11        | Eliane Saholinirina  | Madagascar    | 9'45"92  |                                          |
| 12        | Sara Louise Treacy   | Irlanda       | 9'46"24  | q                                        |
| 13        | Ancuța Bobocel       | Romania       | 9'46"28  |                                          |
| 14        | Tuğba Güvenç         | Turchia       | 9'49"93  | Miglior prestazione personale stagionale |
| 15        | Maya Rehberg         | Germania      | 9'51"73  |                                          |
| 16        | Belén Casetta        | Argentina     | 9'51"85  |                                          |
| 17        | Lennie Waite         | Gran Bretagna | 10'14"18 |                                          |

### Finale
| Record mondiale e olimpico | Gulnara Galkina | 8'58"81" | Pechino | 17 agosto 2008 |
| Capolista stagionale       | Ruth Jebet      | 8'59"97  | Eugene  | 28 maggio 2016 |

Lunedì 15 agosto, ore 11:15.
| Pos.    | Atleta                | Età | Nazione     | Tempo   | Note                          |
| ------- | --------------------- | --- | ----------- | ------- | ----------------------------- |
| Oro     | Ruth Jebet            | 20  | Bahrein     | 8'59"75 | Record asiatico               |
| Argento | Hyvin Jepkemoi        | 24  | Kenya       | 9'07"12 |                               |
| Bronzo  | Emma Coburn           | 26  | Stati Uniti | 9'07"63 | Record nord-centroamericano   |
| 4       | Beatrice Chepkoech    | 25  | Kenya       | 9'16"05 | Miglior prestazione personale |
| 5       | Sofia Assefa          | 29  | Etiopia     | 9'17"15 |                               |
| 6       | Gesa Felicitas Krause | 24  | Germania    | 9'18"41 | Miglior prestazione personale |
| 7       | Madeline Hills        | 29  | Australia   | 9'20"38 | Miglior prestazione personale |
| 8       | Colleen Quigley       | 24  | Stati Uniti | 9'21"10 | Miglior prestazione personale |
| 9       | Genevieve LaCaze      | 27  | Australia   | 9'21"21 | Miglior prestazione personale |
| 10      | Lalita Babar          | 27  | India       | 9'22"74 |                               |
| 11      | Courtney Frerichs     | 23  | Stati Uniti | 9'22"87 |                               |
| 12      | Habiba Ghribi         | 32  | Tunisia     | 9'28"75 |                               |
| 13      | Lydia Rotich          | 28  | Kenya       | 9'29"90 |                               |
| 14      | Aisha Praught         | 27  | Giamaica    | 9'34"20 |                               |
| 15      | Etenesh Diro          | 25  | Etiopia     | 9'38"77 |                               |
| 16      | Geneviève Lalonde     | 25  | Canada      | 9'41"88 |                               |
| 17      | Sara Louise Treacy    | 27  | Irlanda     | 9'52"70 |                               |
| 18      | Fabienne Schlumpf     | 26  | Svizzera    | 9'59"30 |                               |